# Schrenkia vaginata
Schrenkia vaginata är en växtart i släktet Schrenkia och familjen flockblommiga växter. Den beskrevs av Carl Friedrich von Ledebour som Cachrys vaginata, och fick sitt nu gällande namn av Friedrich Ernst Ludwig von Fischer och Carl Anton von Meyer 1841.
Arten är en perenn ört som förekommer i Centralasien inklusive Xinjiang.